# علي بن عدلان
علي الموصلي، (583 هـ/ 666 هـ)، هو علي بن عدلان بن حماد الربعي الموصلي، لقبه عفيف الدين، وكنيته أبو الحسن، ولد ونشأ بالموصل وأدرك فحول اللغويين من طبقة المكبري وسمع الحديث وأولع بالألغاز ثم رحل إلى حلب ودمشق وتوفي بالقاهرة، لغوي أديب شاعر مصنف .